# Ulica Kamionkowska w Warszawie
Ulica Kamionkowska – ulica w dzielnicy Praga-Południe w Warszawie, biegnąca z przerwaniem biegu od ul. Bliskiej do ul. Terespolskiej.

## Historia
Ulica powstała około roku 1880 jako droga dojazdowa na zapleczu działek przy ul. Grochowskiej; przez kilkanaście pierwszych lat swego istnienia miała wyłącznie drewnianą zabudowę.
Od 1914 roku pomiędzy ulicami Kamionkowską, Grochowską i Gocławską funkcjonowały Zakłady Elektrotechniczne Bracia Borkowscy.
W roku 1886 w pomiędzy ulicami Terespolską, Grochowską i Kamionkowską wzniesiono murowane hale Towarzystwa Akcyjnego Fabryki Wstążek Gumowych i Taśm R. Zieglera i J. Jägera; innym zakładem, którego zabudowa sięgała Kamionkowskiej była duża fabryka Berlińskiego Towarzystwa Akcyjnego istniejąca od roku 1897 przy ul. Gocławskiej.
Krótko przed wybuchem I wojny światowej rejon Kamionka stał się lokalnym ośrodkiem przemysłu elektrotechnicznego i telekomunikacyjnego; pociągnęło to za sobą budowę licznych drewnianych domów czynszowych, z czasem uzupełnianych murowanymi oficynami, liczącymi nieraz kilka kondygnacji. Pierwszym budynkiem murowanym była zachowana do dziś kamienica wzniesiona około roku 1900 pod nr 41 (kamienica Aleksandra Köitscha).
Po roku 1818 przy ulicy Kamionkowskiej rozwinął się przemysł garbarski: pod nr 43A/45 działała Garbarnia Skór Chromowych i Galanteryjnych "Gemza", należąca do Bolesława Krassowskiego. Zakład rozbudowano na początku lat trzydziestych XX wieku, wznosząc z szarej cegły nowe budynki biurowe i mieszkalne. W latach 1936-1937 pod nr 51, u zbiegu z ul. Terespolską rozpoczęła działalność konkurencyjna garbarnia Spółki Wytwórczej Polskich Rymarzy i Siodlarzy.
Swe fabryki wzniosły też przy Kamionkowskiej firmy o innym profilu produkcji: pod nr 22 od roku 1921 działała Fabryka Aparatów Optycznych i Precyzyjnych "H. Kolberg i S-ka"; w roku 1931 firma została przejęta przez państwo i zmieniła nazwę na Polskie Zakłady Optyczne, zaś jej główny budynek wzniesiono w roku 1938 przy ul. Grochowskiej 316/318. W latach dwudziestych XX wieku pod nr 20 otworzyła swą filię Fabryka Blachy Białej i Wyrobów Blaszanych "Blacha" z ul. Ząbkowskiej 44; zakład zakończył działalność przed rokiem 1935. Liczne zakłady wzdłuż ulicy wybudowały domy mieszkalne dla swych pracowników: pod nr 18 w latach 1934-1936 wzniesiono według projektu Lucjana Korngolda domy zakładowe dla pracowników fabryki "Pocisk". Pod nr 27 powstała kamieniczka Fabryki Aparatów Elektrycznych Kazimierza Szpotańskiego dla pracowników zakładu z ul. Gocławskiej; do tej ostatniej ulicy był przypisany także gmach szkoły powszechnej wybudowany u zbiegu z Kamionkowską przed rokiem 1933.
Lata 1930–1938 przyniosły budowę serii jedno i dwupiętrowych kamienic.
Okres okupacji niemieckiej przyniósł zniszczenie zabudowy przemysłowej: najbardziej zniszczone zostały budynki Polskich Zakładów Optycznych, garbarnia Spółki Wytwórczej Polskich Rymarzy i Siodlarzy oraz hale Towarzystwa Akcyjnego Fabryki Wstążek Gumowych i Taśm R. Zieglera i J. Jägera. Ocalało kilkanaście kamienic, jednak sama ulica Kamionkowska została rozdzielona na dwa odcinki podczas powojennej rozbudowy dawnej fabryki Towarzystwa Akcyjnego Fabryki Wstążek Gumowych i Taśm z ul. Grochowskiej.
W 1989 r. na ścianie budynku przy ul. Kamionkowskiej 51, w którym mieściła się Spółka Wytwórcza Polskich Rymarzy i Siodlarzy, odsłonięto tablicę pamiątkową z okazji 50. rocznicy niemieckiego nalotu, wskutek którego śmierć poniosło 38 pracowników zakładu.
Po wojnie w latach 1964-1966 pod nr 36/44 zbudowano budynek szkoły podstawowej nr 255 im. Cypriana Kamila Norwida.
W XXI wieku zrewitalizowane zostały niektóre pofabryczne budynki, między innymi Fabryka PZO (obecnie kompleks biurowo-mieszkaniowy) oraz dawne Zakłady Elektrotechniczne Bracia Borkowscy (na terenie której znajduje się obecnie kompleks biurowo-usługowy Praga306 oraz siedziba pracowni architektonicznej APA Wojciechowski Architekci).